# Quévy-le-Grand
Quévy-le-Grand (en néerlandais Groot-Quevy) est un village de la commune de Quévy en Belgique

## Évolution démographique
- Sources : INS, Rem. : 1831 jusqu'en 1970 = recensements, 1976 = nombre d'habitants au 31 décembre.

## Patrimoine et culture

### Patrimoine architectural et archéologique

#### Monuments remarquables
L’église dédiée à Saint Pierre fut bâtie entre le XVIe siècle et le XVIIIe siècle, offrant une charpente avec poutres sculptées. Clocher portant le portant le millésime 1720.
Le château de Warelles, fut habité par Behault de Warelles. Cette localité était primitivement une dépendance de Quévy-le-Petit. L’abbaye d’Épinlieu et le chapitre de Sainte-Waudru y possédaient des biens. Quévy fut érigé en commune en 1720.
L’église, autrefois secours de Quévy-le-Petit, fut érigée en succursale en 1803. La seigneurie de Warelles s’étendait sur les territoires des deux Quévy, de Bougnies et d’Havay. Une partie du territoire, qui renfermait le fief et le château de Gontreuil, forme aujourd’hui une dépendance du village de Gognies-Chaussée (France). On y trouvait la seigneurie du Cheny, le fief de Jauche et un fief nommé le Saulchoit.

#### Patrimoine archéologique
Lors de fouilles réalisées en 2012, un château fort a été découvert sur les terres de Quévy-le-Grand . Les fouilles avaient d'abord été entreprises afin de découvrir un ancien couvent mais c'est à la surprise générale que ce château est sorti de terre. Ce qui a le plus étonné les archéologues, c'est le fait qu'aucun écrit ne relatait l'histoire de cette bâtisse et que même la mémoire collective avait "oublié" la présence d'un tel site. Il faut savoir que la région comporte déjà un fort intérêt archéologique et que cette découverte écrit, alors, une partie de l'histoire locale. La première phase de fouilles a été clôturée fin 2012 et le château a été protégé puis recouvert afin de pouvoir le préserver . Les fouilles concernant le couvent ont été entamées en mai 2015.

## Galerie

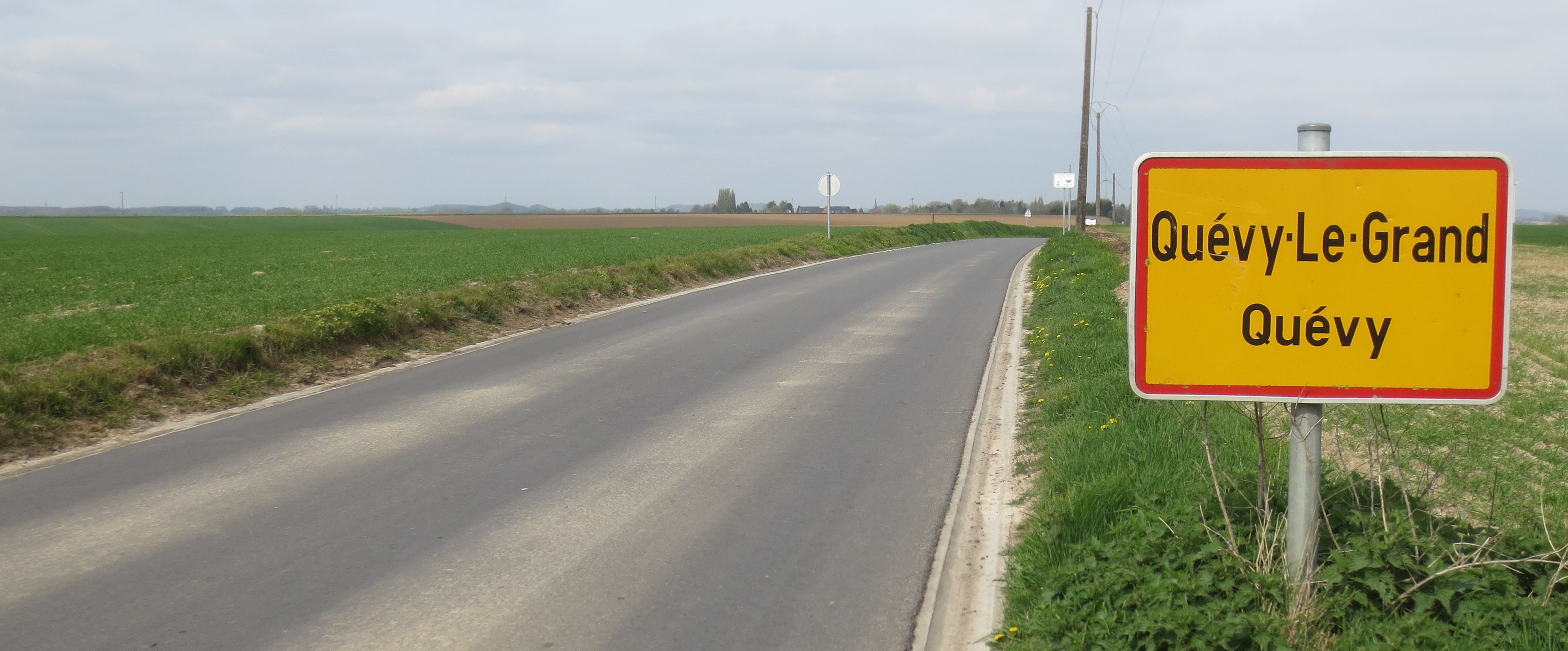
L'entrée.
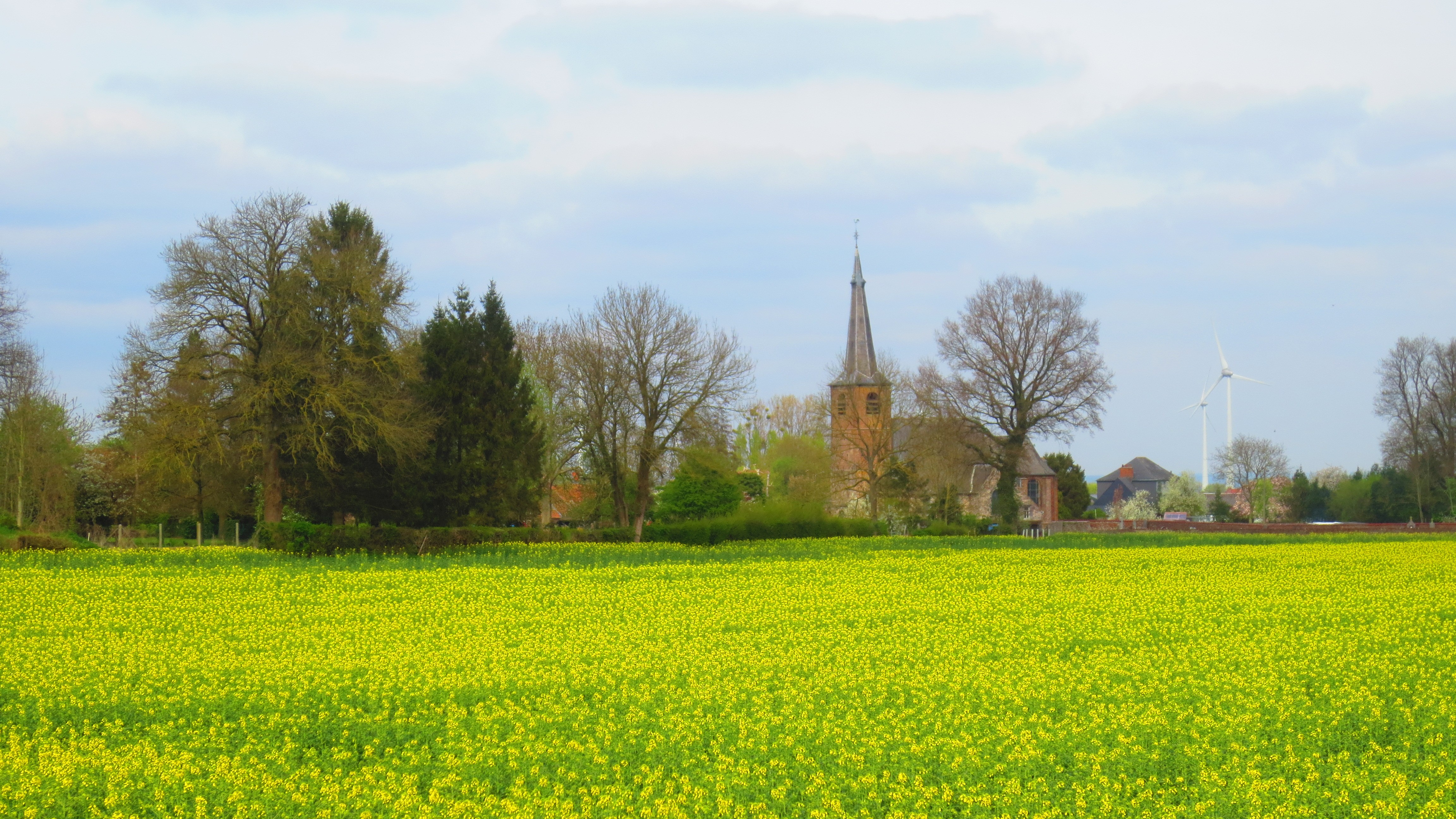
L'église.
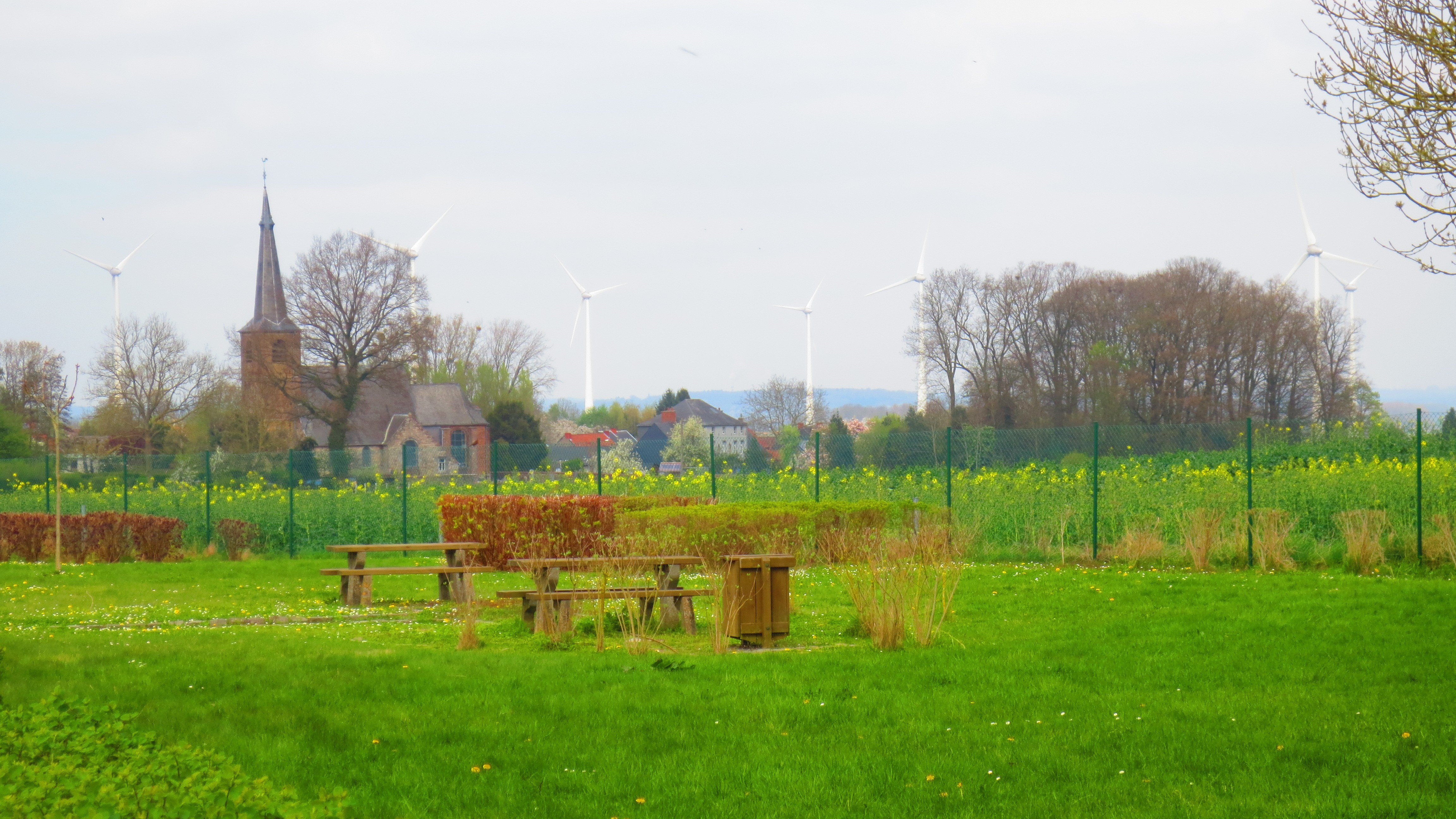
Les éoliennes.
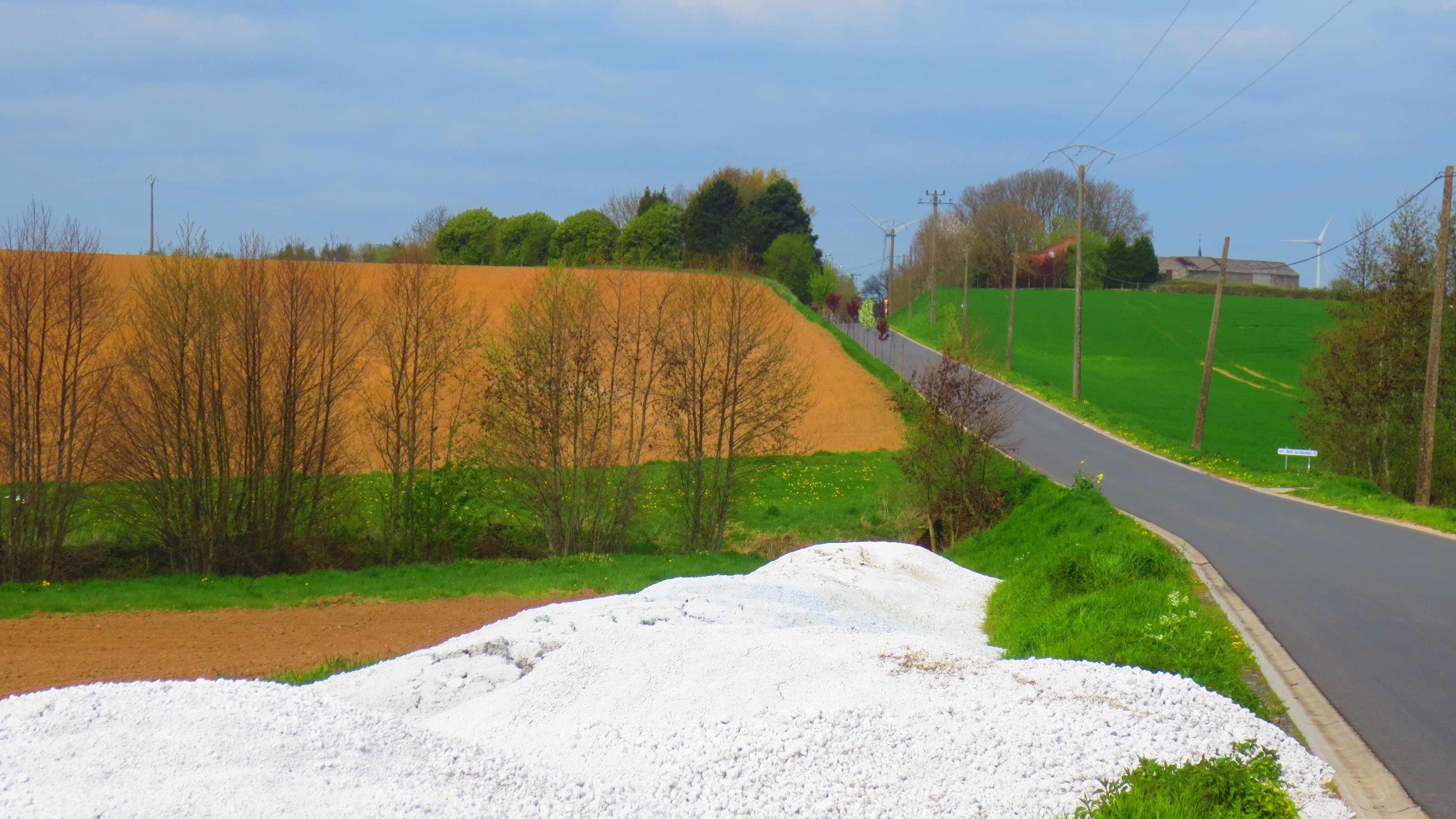
La route.
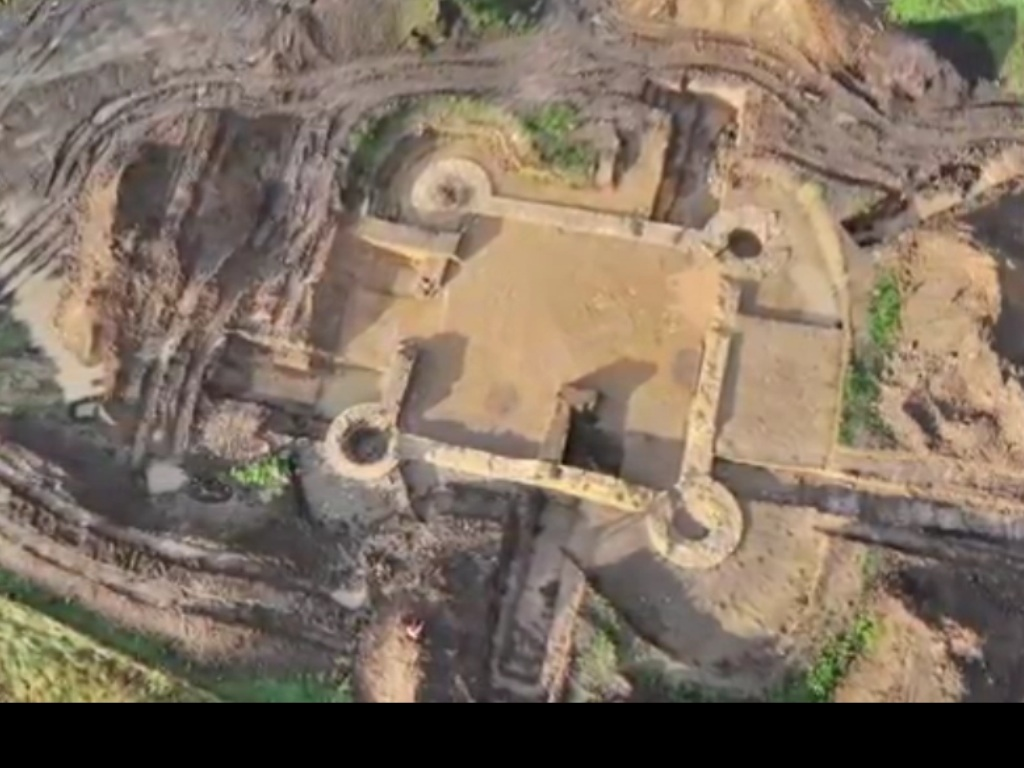
Vue aérienne des fouilles